# موقع التجارب السريرية
موقع التجارب السريرية (ClinicalTrials.gov) هو موقع إلكتروني يمثل سجلاً للتجارب السريرية تديره المكتبة الوطنية لعلم الطب الأمريكية في معاهد الصحة الوطنية الأمريكية.

## روابط خارجية
- Clinicaltrials.gov - الموقع الرسمي
- National Resource for Information on Clinical Trials
- Spanish user guide to ClinicalTrials.gov Galician Health Technology Assessment Agency (Spain)